# Wereldbeker BMX 2021
De wereldbeker BMX 2021 begon op 8 mei in het Italiaanse Verona en eindigde op 31 oktober in het Turkse Sakarya. Voor de eerste keer vond er gelijktijdig aan de wedstrijden van de eliterijders een wereldbekerprogramma plaats voor beloften.

## Mannen

#### Elite

##### Uitslagen
| Datum           | Plaats  | Eerste         | Tweede           | Derde              |
| --------------- | ------- | -------------- | ---------------- | ------------------ |
| 8 mei 2021      | Verona  | Simon Marquart | Arthur Pilard    | Nicolas Torres     |
| 9 mei 2021      | Verona  | David Graf     | Simon Marquart   | Niek Kimmann       |
| 29 mei 2021     | Bogota  | Joris Daudet   | Cédric Butti     | Helvijs Babris     |
| 30 mei 2021     | Bogota  | Joris Daudet   | Carlos Ramírez   | Arthur Pilard      |
| 23 oktober 2021 | Sakarya | Simon Marquart | Joris Daudet     | Cédric Butti       |
| 24 oktober 2021 | Sakarya | Carlos Ramírez | Romain Racine    | Aleksandr Katyshev |
| 30 oktober 2021 | Sakarya | Diego Arboleda | Vincent Pelluard | Carlos Ramírez     |
| 31 oktober 2021 | Sakarya | Simon Marquart | Diego Arboleda   | Joris Daudet       |

##### Eindstand
| #  | Atleet           | Land | Punten |
| -- | ---------------- | ---- | ------ |
| 1  | Simon Marquart   | SUI  | 740    |
| 2  | Carlos Ramírez   | COL  | 675    |
| 3  | Joris Daudet     | FRA  | 640    |
| 4  | Vincent Pelluard | COL  | 632    |
| 5  | Cédric Butti     | SUI  | 595    |
| 6  | Diego Arboleda   | COL  | 575    |
| 7  | Arthur Pilard    | FRA  | 560    |
| 8  | Romain Racine    | FRA  | 535    |
| 9  | Romain Mahieu    | FRA  | 520    |
| 10 | Giacomo Fantini  | ITA  | 440    |

### Beloften

#### Uitslagen
| Datum           | Plaats  | Eerste            | Tweede             | Derde             |
| --------------- | ------- | ----------------- | ------------------ | ----------------- |
| 8 mei 2021      | Verona  | Ynze Oegema       | Einar Lindberg     | Wannes Magdelijns |
| 9 mei 2021      | Verona  | Brian van Eeuwijk | Ynze Oegema        | Pierre Geisse     |
| 29 mei 2021     | Bogota  | Asuma Nakai       | Cristhian Castro   | Daniel Santiago   |
| 30 mei 2021     | Bogota  | Asuma Nakai       | Juanpablo Chaparro | Cristhian Castro  |
| 23 oktober 2021 | Sakarya | Pietro Bertagnoli | Asuma Nakai        | Tim Weiersmüller  |
| 24 oktober 2021 | Sakarya | Loris Aeberhard   | Asuma Nakai        | Mateo Colsenet    |
| 30 oktober 2021 | Sakarya | Pietro Bertagnoli | Mateo Colsenet     | Mathijn Bogaert   |
| 31 oktober 2021 | Sakarya | Asuma Nakai       | Giacomo Gargaglia  | Mathijn Bogaert   |

#### Eindstand
| #  | Atleet            | Land | Punten |
| -- | ----------------- | ---- | ------ |
| 1  | Asuma Nakai       | JPN  | 810    |
| 2  | Wannes Magdelijns | BEL  | 500    |
| 3  | Cristhian Castro  | ECU  | 485    |
| 4  | Brian van Eeuwijk | NED  | 435    |
| 5  | Pietro Bertagnoli | ITA  | 405    |
| 6  | Mateo Colsenet    | FRA  | 385    |
| 7  | Efrain Chamorro   | ECU  | 370    |
| 8  | Pedro Benalcazar  | ECU  | 330    |
| 9  | Mathijn Bogaert   | BEL  | 325    |
| 10 | Einar Lindberg    | SWE  | 320    |

## Vrouwen

#### Elite

##### Uitslagen
| Datum           | Plaats  | Eerste          | Tweede            | Derde            |
| --------------- | ------- | --------------- | ----------------- | ---------------- |
| 8 mei 2021      | Verona  | Judy Baauw      | Merel Smulders    | Sae Hatakeyama   |
| 9 mei 2021      | Verona  | Laura Smulders  | Zoé Claessens     | Natalia Afremova |
| 29 mei 2021     | Bogota  | Mariana Pajón   | Gabriela Bolle    | Natalia Afremova |
| 30 mei 2021     | Bogota  | Mariana Pajón   | Payton Ridenour   | Natalia Afremova |
| 23 oktober 2021 | Sakarya | Felicia Stancil | Eliška Bartuňková | Molly Simpson    |
| 24 oktober 2021 | Sakarya | Laura Smulders  | Felicia Stancil   | Zoé Claessens    |
| 30 oktober 2021 | Sakarya | Laura Smulders  | Felicia Stancil   | Mariana Pajón    |
| 31 oktober 2021 | Sakarya | Laura Smulders  | Felicia Stancil   | Mariana Pajón    |

##### Eindstand
| #  | Atleet           | Land | Punten |
| -- | ---------------- | ---- | ------ |
| 1  | Mariana Pajón    | COL  | 815    |
| 2  | Laura Smulders   | NED  | 770    |
| 3  | Felicia Stancil  | USA  | 705    |
| 4  | Natalia Afremova | RUS  | 635    |
| 5  | Payton Ridenour  | USA  | 600    |
| 6  | Merel Smulders   | NED  | 550    |
| 7  | Natalia Suvorova | RUS  | 535    |
| 8  | Zoé Claessens    | SUI  | 500    |
| 9  | Molly Simpson    | CAN  | 485    |
| 10 | Sae Hatakeyama   | JPN  | 470    |

#### Beloften

##### Uitslagen
| Datum           | Plaats  | Eerste              | Tweede           | Derde               |
| --------------- | ------- | ------------------- | ---------------- | ------------------- |
| 8 mei 2021      | Verona  | Thayla Burford      | Michelle Wissing | Francesca Cingolani |
| 9 mei 2021      | Verona  | Tessa Martinez      | Thayla Burford   | Léa Brindjonc       |
| 29 mei 2021     | Bogota  | Thayla Burford      | Maria Restrepo   | Paola Parra         |
| 30 mei 2021     | Bogota  | Thayla Burford      | Maria Restrepo   | Ana Cadavid         |
| 23 oktober 2021 | Sakarya | Francesca Cingolani | Jui Yabuta       | Léa Brindjonc       |
| 24 oktober 2021 | Sakarya | Kanami Tanno        | Thayla Burford   | Léa Brindjonc       |
| 30 oktober 2021 | Sakarya | Jui Yabuta          | Vineta Pētersone | Léa Brindjonc       |
| 31 oktober 2021 | Sakarya | Léa Brindjonc       | Vineta Pētersone | Thayla Burford      |

##### Eindstand
| #  | Atleet              | Land | Punten |
| -- | ------------------- | ---- | ------ |
| 1  | Thayla Burford      | SUI  | 925    |
| 2  | Léa Brindjonc       | FRA  | 710    |
| 3  | Jui Yabuta          | JPN  | 480    |
| 4  | Francesca Cingolani | ARG  | 435    |
| 5  | Vineta Pētersone    | LAT  | 405    |
| 6  | Kanami Tanno        | JPN  | 380    |
| 7  | Domenica Mora       | ECU  | 365    |
| 8  | Nadine Aeberhard    | SUI  | 330    |
| 9  | Aiko Gommers        | BEL  | 290    |
| 10 | Neneka Nishimura    | JPN  | 275    |

2003 ·
2004 ·
2005 ·
2006 ·
2007 ·
2008 ·
2009 ·
2010 ·
2011 ·
2012 ·
2013 ·
2014 ·
2015 ·
2016 ·
2017 ·
2018 ·
2019 ·
2020 ·
2021 ·
2022 ·
2023 ·
2024